# Afromastax nigrifemur
Afromastax nigrifemur är en insektsart som beskrevs av Marius Descamps 1977. Afromastax nigrifemur ingår i släktet Afromastax och familjen Thericleidae. Inga underarter finns listade i Catalogue of Life.